# Szerelem (film, 1971)
A Szerelem 1970-ben készült, 1971-ben bemutatott fekete-fehér magyar filmdráma, amely Déry Tibor Szerelem és Két asszony című novellái alapján készült. Az alkotást Makk Károly rendezte, a főszerepben Törőcsik Mari, Darvas Iván és Darvas Lili játszik. Az 1971-es cannes-i filmfesztiválon elnyerte a Zsűri díját, az OCOC díját, a két női főszereplő pedig a zsűri külön dicséretében részesült.
A Mafilm 1. Játékfilmstúdiójában elkészült filmet 1971. január 21-én mutatták be.
| „                 | Mint minden nagyon jelentős alkotás: mindig jelenidejű marad. Makk Szerelem című filmje mai film. | ” |
| – Bikácsy Gergely |                                                                                                   |   |

## Szereplők
- Darvas Lili – az öregasszony
- Törőcsik Mari – Luca
- Darvas Iván – János
- Orsolya Erzsi – Irén
- Mensáros László – az orvos
- Bitskey Tibor – Feri[m 1]
- Ambrus András – börtönőr
- Almási József – tanár
- Bán Zoltán – borbély
- Bányai Éva – Feriék szolgálója
- Dávid Ágnes – Feriék szolgálója
- Garamszegi Mária – Feriék szolgálója
- Halda Alíz – tanárnő
- Horváth Magda – Kissné
- Káldi Nóra – az öregasszony fiatalon[m 2]
- Kiss Gábor – telefonszerelő
- Király Dezső
- Lay Béla
- Léka Géza – börtönirodás
- Máriáss József – egy tanár
- Némethy Ferenc – börtönorvos
- Petur Ilka – Luca anyja
- Szakács Eszter – Erzsi
- Vajda György
- Versényi Ida – ápolónő
- Korga György, ifj. – János gyerekkorában[m 3]
- Tándor Lajos – tanár[m 3]

## Tartalma
János (Darvas Iván) politikai okokból börtönbe kerül az ötvenes években. Luca (Törőcsik Mari), a tanárnőként dolgozó fiatal felesége hűségesen várja férjét, miközben elhiteti anyósával (Darvas Lili), hogy a fia filmet forgat Amerikában, ezért leveleket és ajándékokat küld. Felhívják Luca figyelmét: ha nem akar bajba kerülni, jobban teszi, ha elválik. A család régi barátai félnek, ezért elzárkóznak a segítségre szoruló asszony elől. 1953-ban Jánost szabadon engedik. A hivatalos iraton a „Letartóztatás oka” kezdetű pontozott sor üresen maradt. Amire János kiszabadul, meghal az édesanyja, Luca szeretettel fogadja. A házaspár újrakezdi az életet.

## Háttere és keletkezése
A film 1971-ben készült Déry Tibor Kossuth-díjas író 1956-os Szerelem, valamint 1962-es Két asszony címet viselő novelláinak összefűzéséből. A Szerelem az 1950-es évek koncepciós pereit idézi, a Két asszony című műben pedig Déry saját 1957-es börtönélményeit és szabadulása körülményeit írta meg. Déry Szerelem című munkája legelőször az Irodalmi Újság című hetilapban jelent meg 1956. július 28-án. 1957 áprilisában, hatvankét évesen Déry Tibort letartóztatták az 1956-os forradalom alatti írásaiért és beszédeiért, majd 1957. november 13-án Déry Tibor és társai perében a Legfelsőbb Bíróság Déry Tibort kilenc év börtönbüntetésre ítélte. A Szerelem férfi hősét alakító Darvas Iván színművész a forradalmat követően 22 hónapig volt börtönben. Déry Tibor 1964-ben írta meg két novellájának ötvözött változatát, az akkori hatalom azonban nem tartotta „időszerűnek” a film létrejöttét, emiatt csak 1970-ben került sor az alkotás elkészítésére.
Makk Károly rendező Sztálin 1953-as halálával jelöli meg a börtönből szabadulás évét. A recski kényszermunkatábor is ugyanebben az évben szűnt meg. A tábor egykori rabja, Faludy György önéletrajzi regényében így jellemzi az 1953. szeptemberi szabadon bocsátások légkörét: „A Magyar Népköztársaság nevében bocsánatot kérek öntől azért az igazságtalanságért, jogtalanságért és méltatlanságért, melyet el kellett szenvednie. […] figyelmeztetett, hogy a törvény hatévi fegyházbüntetést ír elő, amennyiben rabságunk körülményeiről, helyéről, okairól akár bármit is elárultunk. Azzal a jó tanáccsal szolgálhat, hogy a kérdezősködőket jelentsük fel, közvetlen hozzátartozóinknak pedig mondjuk, hogy tanulmányúton voltunk a Szovjetunióban. Ismert jelszó volt: »Hallgatsz a sírig vagy te kerülsz sírba!«”
A filmben azonban nincs szó bocsánatkérésről vagy feljelentésre felhívásról, és nincs konkrét utalás arra, hogy a történet éppen 1953-ban játszódna. Arra viszont van, hogy 1956 után játszódik. „A Hatalom hihette, ha akarta, hogy a Rákosi-korszakról van szó, a néző számára pedig Makk apró jelzést rejtett el: egy padon az Esti Hírlap című délutáni napilap fekszik, amely 1957-től jelent meg.”

## Fogadtatása és elismerései
Az 1971-es cannes-i filmfesztiválon a Szerelem című filmben nyújtott színészi alakításáért a két főszereplő, Törőcsik Mari és Darvas Iván Külön dicséretben (Mention spéciale) részesült. Teljesítményéért a rendezőt, Makk Károlyt a Nemzetközi Katolikus Film- és Audovizuális Szervezet által adományozott OCIC-díjban (Prix OCIC) részesítették a rendezvényen. Az alkotás a Bo Widerberg által rendezett Joe Hill balladája című filmmel megosztva elnyerte a Zsűri díját (Prix du jury), amelyet a rendező vett át. A filmet jelölték továbbá az Arany Pálma (Palme d’or) díjra is, de az elismerést végül Joseph Losey A közvetítő című filmje kapta meg. Makk Károly a Rendezői különdíjat is megkapta a filmfesztiválon Luchino Visconti és Bo Widerberg társaságában. A filmet jelölte Magyarország az 1972-ben megrendezett 44. Oscar-díjátadóra a legjobb idegen nyelvű film kategóriájában, azonban végül nem került be az elismerés végleges jelöltjei közé.
Az 1971-es chicagói nemzetközi filmfesztiválon a film női címszereplője, Törőcsik Mari győztes lett a legjobb női alakítást díjazó kategóriában. Az alkotás elnyerte ezen kívül a filmfesztivál OCIC-érmét is. Az 1971-es sorrentói nemzetközi filmesztiválon a Szerelem megkapta Nápoly város díját az év legjobb magyar filmjének. Az 1973-as várnai nemzetközi filmfesztiválon Ezüst éremmel jutalmazták a filmet. A Magyar Újságírók Országos Szövetségének Film- és Tévékritikusi Szakosztálya által alapított Magyar Filmkritikusok díján 1971-ben a Szerelem elnyerte a Nagydíjat, valamint további két kategóriában született elismerés az alkotás, valamint készítői számára: Tóth János elnyerte a legjobb operatőr díját, Darvas Lilit és Törőcsik Marit pedig a legjobb női alakítás díjával jutalmazták az átadáson. A Magyar Televízió Rt. kérésére a Magyar Film- és Tévéművészek Szövetségének, valamint a Magyar Újságírók Országos Szövetsége Film- és Tévékritikusi Szakosztályának tagjai 2000-ben arról szavaztak, hogy melyik tizenkét játékfilmet tartják a teljes magyar filmtörténet legjobb munkáinak. A lista az Új budapesti tizenkettő nevet kapta, és a Szerelem is helyet kapott benne. 2012-ben bekerült a Magyar Művészeti Akadémia tagjai által összeállított 53 magyar film nevű filmválogatásba.
A film többnyire pozitív kritikákat kapott megjelenésekor és a későbbi évtizedekben is. Az alkotás 2001-ben bekerült Derek Malcolm, a The Guardian brit napilap filmkritikusa által összeállított, a 20. század száz legjobb filmjét tartalmazó felsorolásba. Malcolm így fogalmazott kritikájában: „Makk kísérteties, hangulatos és gyönyörűen előadott filmje, melyet Tóth János briliánsan filmezett, pontosan az időtől való félelmet és bizonytalanságot ragadja meg. Ez [a film] mindenekelőtt egy tanulmány arról, hogy befolyásolják azok az idők a hűséget, a hitet, az illúziót, a szerelmet. [Az alkotás] kifejezetten Magyarországgal foglalkozik, de abszolút univerzális mondanivalóval rendelkezik.”